# Kingsey Falls
Kingsey Falls – miasto w Kanadzie, w prowincji Quebec, w regionie Centre-du-Québec i MRC Arthabaska. Większość mieszkańców pracuje w utworzonej tutaj w 1964 roku międzynarodowej firmie papierniczej Cascades.
Liczba mieszkańców Kingsey Falls wynosi 2 086. Język francuski jest językiem ojczystym dla 98,8%, angielski dla 1,2% mieszkańców (2006).